# Kazimierz Cybulski
Kazimierz Karol Cybulski (ur. 3 marca 1890 we Lwowie, zm. wiosną 1940 w Charkowie) – lekkoatleta, multimedalista mistrzostw Polski w lekkoatletyce, wielokrotny rekordzista w lekkoatletyce, kapitan piechoty rezerwy Wojska Polskiego, ofiara zbrodni katyńskiej.

## Życiorys
Syn Aleksandra i Marii. Ukończył studia na Wydziale Prawa i Nauk Politycznych Uniwersytetu Lwowskiego w 1917. Podczas I wojny światowej służył w c. i k. armii. Od 15 grudnia 1918 służył w Wojsku Polskim, w batalionie wartowniczym nr IV/6 w Jarosławiu i nr 6 we Lwowie. Podczas wojny polsko-bolszewickiej walczył w bitwie warszawskiej jako dowódca kompanii w 32 pułku piechoty. Został awansowany do stopnia kapitana ze starszeństwem z dniem 1 czerwca 1919. W służbie czynnej pozostał do 15 grudnia 1921 (służąc w 40 pułku piechoty Dzieci Lwowskich), po czym przeszedł do rezerwy. Później przydzielony do 65 pułku piechoty. W 1934, jako oficer rezerwy pozostawał w ewidencji Powiatowej Komendy Uzupełnień Lwów Miasto i posiadał przydział do Oficerskiej Kadry Okręgowej Nr VI. Był wówczas w grupie oficerów rezerwy „powyżej 40 roku życia”.
Był czołowym lekkoatletą pierwszych lat II Rzeczypospolitej. Uprawiał skok o tyczce, pchnięcie kulą i rzut dyskiem. Był w grupie sportowców przygotowujących się do startu w Letnich Igrzyskach Olimpijskich w Antwerpii w 1920 (do występu Polaków nie doszło wskutek agresji bolszewickiej).
Zdobył dziewięć tytułów mistrza Polski:
- pchnięcie kulą – 1920 i 1921
- rzut dyskiem – 1920 i 1921
- skok o tyczce – 1921
- skok wzwyż z miejsca – 1921
- skok w dal z miejsca – 1921
- pchnięcie kulą oburącz – 1921
- rzut dyskiem oburącz – 1921

Pięć razy był wicemistrzem Polski:
- rzut dyskiem – 1920 i 1923
- skok w dal z miejsca – 1920
- pchnięcie kulą – 1922
- skok o tyczce – 1923

Zdobył brązowy medal w rzucie dyskiem w 1922. Dwanaście razy ustanawiał lekkoatletyczne rekordy Polski. Wystąpił w pierwszym meczu reprezentacji Polski (z Czechosłowacją i Jugosławią) 5 i 6 sierpnia 1922 w Pradze, zajmując 2. miejsce w rzucie dyskiem i 4. miejsca w skoku o tyczce i pchnięciu kulą.
Rekordy życiowe:
- skok o tyczce – 3,21 m (13 października 1912, Lwów)
- pchnięcie kulą – 11,60 (13 sierpnia 1921, Lwów)
- rzut dyskiem – 39,09 (6 sierpnia 1922, Praga)

Startował w barwach Pogoni Lwów. Karierę sportową zakończył w 1925.
Po wybuchu II wojny światowej, kampanii wrześniowej i agresji ZSRR na Polskę z 17 września 1939 został aresztowany przez sowietów i przewieziony do obozu w Starobielsku. Wiosną 1940 został zamordowany przez funkcjonariuszy NKWD w Charkowie i pogrzebany potajemnie w bezimiennej mogile zbiorowej w Piatichatkach, gdzie od 17 czerwca 2000 mieści się oficjalnie Cmentarz Ofiar Totalitaryzmu w Charkowie. Figuruje na Liście Starobielskiej NKWD, pod poz. 3609.

## Upamiętnienie
5 października 2007 minister obrony narodowej Aleksander Szczygło mianował go pośmiertnie na stopień majora. Awans został ogłoszony 9 listopada 2007 w Warszawie, w trakcie uroczystości „Katyń Pamiętamy – Uczcijmy Pamięć Bohaterów”.